# Vaccinium trichocarpum
Vaccinium trichocarpum är en ljungväxtart som beskrevs av Herman Otto Sleumer. Vaccinium trichocarpum ingår i Blåbärssläktet, och familjen ljungväxter. Inga underarter finns listade i Catalogue of Life.